# 英仙座星系團
英仙座星系團（艾伯耳426）是位於英仙座的一個星系團，它的紅移為5,366公里/秒，直徑為863′.。這個星系團在X射線的觀察下是天空中最明亮的星系團之一。
這個星系團包含無線電源3C 84，目前正將相對論性的電漿泡吹入星系團的核心。因為它們將輻射X射線的氣體吹開，因此這個星系群的X射線影像看起來有個空洞。它們也是已知的無線電泡，因為它們看起來也從氣泡中的相對論性微粒輻射出無線電波。星系NGC 1275為於星系團的中心，該處的X射線最明亮。
在2003年，在錢卓望遠鏡持續觀測53小時之後，天文學家發現宇宙中最深沉的音調：B♭。人耳不能聽辨此音，因為它足足比中音鋼琴的最低音鍵再低上57個八度音。這個音是相對論性的電漿在NGC 1275的活躍星系核的氣泡中膨脹時引發的。它們是使用錢卓X射線天文台觀測時在X射線帶通產生的漣漪，當明亮的X射線通過充滿了星系團內介質的星系團時，與電漿的密度有強烈的關連性。.

## 外部連結
- Astronomy picture of the day (APOD) talking about sound waves in Perseus （页面存档备份，存于）, earlier APOD （页面存档备份，存于）
- Fabian, A.C., et al. A deep Chandra observation of the Perseus cluster: shocks and ripples （页面存档备份，存于）. Monthly Notices of the Royal Astronomical Society. Vol. 344 (2003): L43 (arXiv:astro-ph/0306036v2).